# Lupinus gracilentus
Lupinus gracilentus är en ärtväxtart som beskrevs av Edward Lee Greene. Lupinus gracilentus ingår i släktet lupiner, och familjen ärtväxter. Inga underarter finns listade i Catalogue of Life.